# Adriano Bolshi
Adriano Bolshi, (São Paulo, 25 de junho de 1982) é um ator brasileiro de Teatro, Cinema, Televisão e Streaming. Ficou Internacionalmente conhecido ao interpretar o Personagem Marcão na série Sintonia da Netflix. Foi por oito anos membro do  Centro de Pesquisa Teatral (CPT) e Grupo de Teatro Macunaíma coordenados pelo renomado diretor e teatrólogo Antunes filho.

## Filmografia

### Televisão
| Ano  | Nome                         | Personagem | Nota                                       |
| ---- | ---------------------------- | ---------- | ------------------------------------------ |
| 2022 | Família Paraíso              | Kioshi     | Participação especial                      |
| 2021 | Sintonia - 2ª Tempodara      | Marcão     | Elenco Recorrente                          |
| 2019 | 3% - 4ª Temporada            | Wander     | Elenco Recorrente                          |
| 2018 | Rio Heroes - 2ª Temporada    | Carabina   | Episódio:                                  |
| 2018 | 3% - 3ª Temporada            | Wander     | Elenco Recorrente                          |
| 2017 | 3% - 2ª Temporada            | Wander     | Elenco Recorrente                          |
| 2017 | Rio Heroes - 1ª Temporada    | Carabina   | Episódio: #1.2                             |
| 2016 | Carcereiros - 1ª Temporada   | Gardenal   | Episódio: "Resgate no Inferno"             |
| 2015 | Pacto de Sangue              | Batista    | Elenco Recorrente                          |
| 2015 | A garota da moto             | Noronha    | Episódio: "Morte e Vida"                   |
| 2014 | O Homem da sua Vida          | Tony       | Episódio: "Eclipse Total do Coração"       |
| 2014 | Lili a Ex                    | Márcio     | Episódio: "Perfil falso, gata"             |
| 2014 | Experimentos Extraordinários | Agripino   | Episódio: "Autômato Ruminante"             |
| 2013 | Joia Rara                    | Rigpa      | Elenco Recorrente                          |
| 2013 | O Dentista Mascarado         | Bibelô     | Episódio: "Mortos, Vão para o Céu da Boca" |
| 2004 | Caminhos para a educação     | Aluno      | Participação recorrente                    |

### Cinema
| Ano  | Nome                                    | Personagem                   | Nota           |
| ---- | --------------------------------------- | ---------------------------- | -------------- |
| 2024 | Silvio                                  | Investigador Rubens          |                |
| 2023 | A Menina Que Matou os Pais: A Confissão | Perito Salada                |                |
| 2022 | Turma da Mônica: Lições                 | Morador do Parque            |                |
| 2018 | Bula                                    | André                        |                |
| 2018 | Turma da Mônica: Laços                  | Morador do Parque            |                |
| 2017 | Eu Sou Mais Eu                          | Diretor do clip              |                |
| 2017 | Sequestro Relâmpago                     | Gerente do posto de gasolina |                |
| 2016 | Carrossel 2: O Sumiço de Maria Joaquina | Lutador                      |                |
| 2012 | A grande Obra                           | ébrio                        | Curta-metragem |
| 2012 | Vanité                                  | César                        | Curta-metragem |
| 2004 | A Carteira                              | Gustavo                      | Curta-metragem |
| 2004 | Só Comigo                               | Advogado                     | Curta-metragem |

## Teatro
- Lamartine Babo - Personagem destaque: Bernardo[6] (2009-2012)[7][8]
- Policarpo Quaresma - Personagens: Gal. Albernaz e Antonino[9][10][11]
- A Falecida Vapt-Vupt - Personagens: Pimentel e Dr. Borborema (2009)[12]
- Senhora dos Afogados - Personagem: Vizinho[13]
- Homens de Papel (2008) - Personagem: Coco
- Melodrama (2005) - Personagens: Adolpho e Augusto[14]